# Elephant Man
 For alternative betydninger, se Elefantmanden (flertydig). (Se også artikler, som begynder med Elefantmanden)
Elephant Man, også kendt som Energy God, (født O'Neil Bryan den 11. september 1975 i Kingston i Jamaica, er en dancehall-musiker.
Bryan's kunstnernavn stammer fra hans store ører, som førte til kaldenavnet Dumbo i sin ungdom. Han startede sin musikalske karriere som medlem af Scare Dem Crew og fortsatte senere som solist. Han blev senere præget af flere varemærker, såsom hans gul-orange farvede hår, hans enestående afdæmpede stemme, og hans sceneoptræden, som omfattede hoppe og løbe, eller selv klatre på scenen rekvisitter og skærme. Hans akustiske varemærke er kendetegnet ved en lys læspen.
Bryan fik sin første internationale anerkendelse, da han og Puma lavede en kontrakt for at bruge hans single "All Out" for sin OL kommercielle kampagne i 2004.
Han indspillede også en sang kaldet "Willie Bounce", der blev vist på flere Mixtapes i begyndelsen af 2006. Det lånte de linjer fra "I Will Survive" af Gloria Gaynor.
For nylig, underskrev Bryan med det New York-baserede pladeselskab Bad Boy Records, og udgav Let's Get Physical den 6. november 2007. Den første single hed "Five-O" og var med Wyclef Jean. Et andet nummer på albummet var med Sean Combs og Busta Rhymes, og det blev produceret af Cipha Lyde og Solitair.
Elephant Man er også en spilbar figur i kampvideospillet Def Jam: Fight for NY fra 2004.

## Kontrovers
Bryan er blevet kritiseret for hans tekster opfordrer til vold mod homoseksuelle mennesker. I 2003 opfordrede den forargrede britiske gruppe LBGT til arrestation og retsforfølgelse af flere dancehall stjerner herunder Elephant Man, Bounty Killer og Beenie Man for overtrædelse af hate crimes vedtægter. I 2004 blev han slettet af MOBO Awards. Siden da har presset fra hans pladeselskab og aftaler med homoseksuelles rettigheds grupper fået ham til at undgå sange med tekster anset for homofobisk vold for at få tilladelse til at optræde i Storbritannien. I 2009, blev hans planlagte optræden i Toronto Caribana festivalen annulleret af lignende årsager.

## Diskografi

### Album
- 2000: Comin 4 U
- 2001: Log On
- 2002: Higher Level
- 2003: Good 2 Go
- 2008: Let's Get Physical